# Васьки (Зеньковский район)
Васьки (укр. Васьки) — село Опошнянского поссовета Зеньковского района Полтавской области Украины.
Код КОАТУУ — 5321355401. Население по переписи 2001 года составляло 53 Человека.На данный момент численность постоянного населения около 15 чел.

## Географическое положение
Село Васьки находится на правом берегу реки Мерла в 1-м км от левого берегу реки Ворскла, выше по течению на расстоянии в 1 км расположено село Лихачовка (Котелевский район), на противоположном берегу реки Ворскла — село Карабазовка.

## История
Были приписаны к Василиевской церкви в Миських Млинах не позднее 1794 года.
Есть на карте 1869 года.